# Embleem van Thailand
Het embleem van Thailand wordt gevormd door de weergave van een Garoeda, in het hindoeïsme en boeddhisme een mythisch wezen, half mens, half adelaar. Zijn romp, armen en hoofd zijn menselijk; zijn poten en vleugels dierlijk.
Het is zowel het Thaise staatssymbool als dat van de Thaise monarchie.